# Боудел (Јужна Дакота)
Боудел (енгл. Bowdle) град је у америчкој савезној држави Јужна Дакота.

## Демографија
По попису из 2010. године број становника је 502, што је 69 (-12,1%) становника мање него 2000. године.
| Група             | 2000.       | 2010.       |
| Белци             | 567 (99,3%) | 471 (93,8%) |
| Афроамериканци    | 1 (0,2%)    | 0 (0,0%)    |
| Азијати           | 1 (0,2%)    | 1 (0,2%)    |
| Хиспаноамериканци | 0 (0,0%)    | 27 (5,4%)   |
| Укупно            | 571         | 502         |